# Bernardino Nocchi
Bernardino Nocchi (* 8. Mai 1741 in Lucca; † 27. Januar 1812 in Rom) war ein italienischer Maler.

## Leben
Bernardino Nocchi erhielt seine künstlerische Ausbildung bis 1767 unter Giuseppe Antonio Luchi in Lucca. Danach zog er 1769 mit seinem Kollegen Stefano Tofanelli nach Rom. Die beiden wurden von Pompeo Batoni nicht als Schüler aufgenommen, aber es gelang ihnen, in die Schule von Niccolò Lapiccola einzutreten, wo er einen barocken Stil mit neoklassizistischen Anklängen entwickelte.

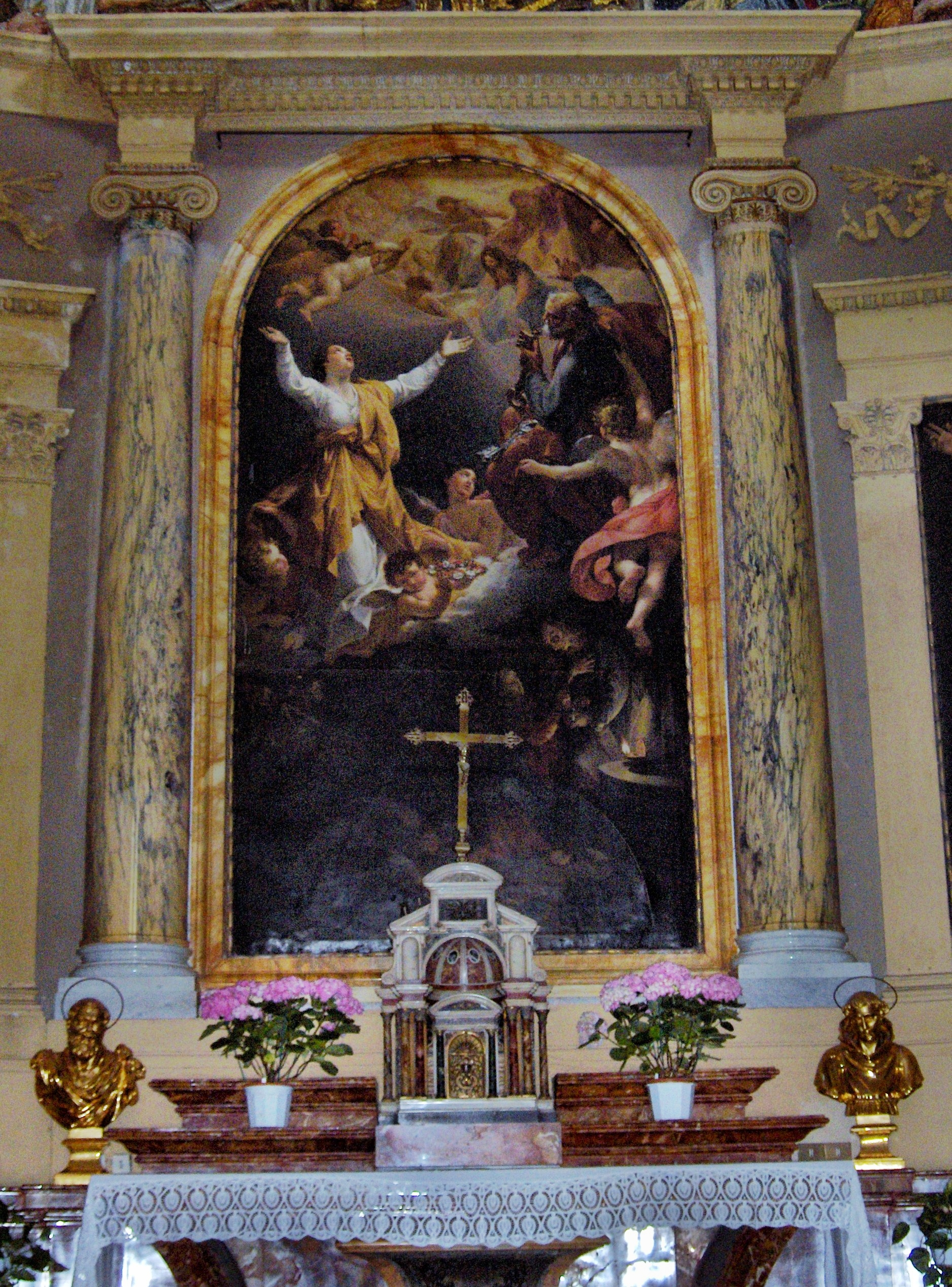
Die Apotheose der Hl. Pudenziana, Santa Pudenziana, Rom

1780 wurde Papst Pius VI. auf Nocchi aufmerksam und beauftragte ihn mit der Ausmalung der Heiligen Apostolischen Paläste und 1785 mit der Stanza delle Stampe in der Vatikanischen Bibliothek. In der Folgezeit war Nocchi auch außerhalb der Hauptstadt tätig, so in Gubbio, wo er 1797 Die Himmelfahrt des hl. Joseph in der Kirche San Secondo malt, in Spoleto, in Lucca, wo er 1804 Tod der Hl. Anna in der Basilika San Frediano ausführt, in Catania in der Kirche San Nicolò l’Arena mit dem Gemälde Das Urteil des Calvisianus gegen Diakon Euplus.
Nach seiner Rückkehr nach Rom malte Nocchi einige seiner besten Bilder, darunter 1799 Fürst Camillo Borghese, 1803 Apotheose der Heiligen Prudenziana, Heiliger Novatus und Heiliger Timotheus und 1807 Pius VII. Nocchi starb 1812 in Rom, ohne sein Genie voll entfalten zu können, da er ein schwaches Temperament hatte und sich in einer schwierigen politischen Situation befand.
Sein Sohn Pietro Nocchi erbte die künstlerischen Qualitäten seines Vaters und setzte die Tradition der Malerei in der Familie fort.